# Cyprinella lepida
Cyprinella lepida är en fiskart som beskrevs av Girard, 1856. Cyprinella lepida ingår i släktet Cyprinella och familjen karpfiskar. Inga underarter finns listade i Catalogue of Life.